# Чернышёв, Алексей Сергеевич
Алексе́й Серге́евич Чернышёв (16 октября 1936, с. Селино, Курская область — 15 декабря 2020, Курск) — советский и российский психолог, специалист в области социальной психологии, доктор психологических наук, профессор. Заслуженный работник высшей школы Российской Федерации. Член президиума Российского психологического общества, действительный член Международной академии психологических наук, академик Академии гуманитарных наук России. Член редакционного совета «Психологического журнала», член редколлегии «Вестника практической психологии образования», член редакционной коллегии журнала «Организационная психология». Автор известных психологических терминов: развивающая социальная среда, социальное обучение, организованность, приборы-модели совместной деятельности.

## Биография
Алексей Чернышёв родился 16 октября 1936 года в селе Селино Дмитриевского района Курской области. Учился в семилетке, закончил с отличием Дмитриевское педагогическое училище. В 1955 году поступил в Курский государственный педагогический институт, который в 1960 году окончил с отличием, получив специальность «учитель физики и основ производства средней школы». После окончания вуза проходил срочную службу в Прикарпатском округе, в артиллерийских войсках. Работал учителем физики и математики, а также завучем в Верхне-Любажской школе-интернате Фатежского района Курской области. В 1964 году поступил в аспирантуру КГПИ, его научным руководителем был известный психолог Лев Ильич Уманский. В 1969 году, в Москве, защитил кандидатскую диссертацию на тему «Экспериментальное изучение организованности группы школьников (в условиях сенсомоторной деятельности)». С 1964 года работал в Курском государственном университете — преподаватель, старший преподаватель, доцент, декан историко-педагогического (ныне исторического) факультета, проректор по научной работе. После переезда Льва Уманского в Кострому, с 1973 по 2017 год возглавлял кафедру психологии КГУ.

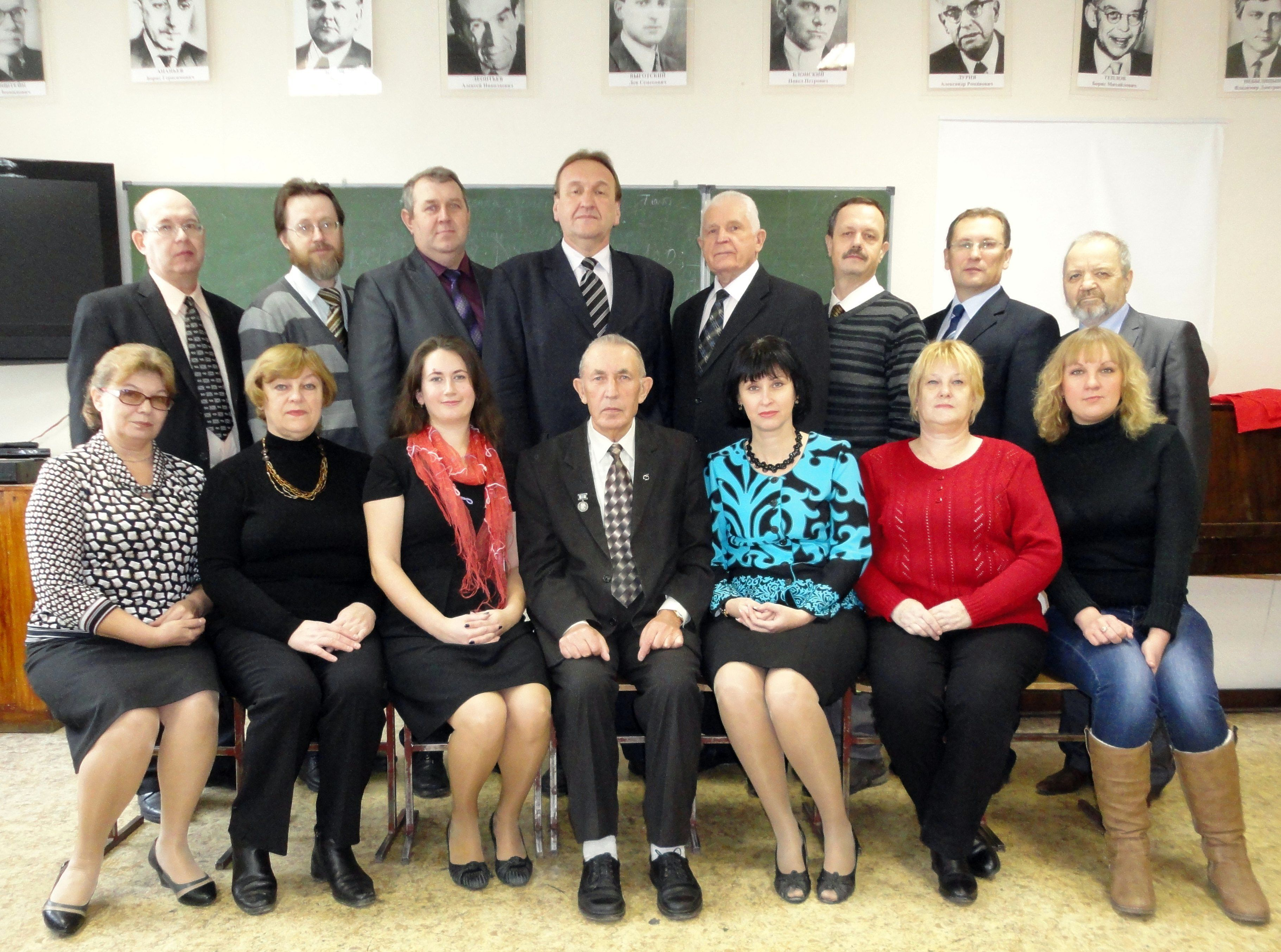
кафедра психологии КГУ

В 1980 году защитил докторскую диссертацию на тему «Социально-психологические основы организованности первичного коллектива: на материале исследования молодёжных групп и коллективов», в 1984 году присвоено звание профессора. С 1983 по 1988 год был вице-президентом Общества психологов СССР. Возглавлял комиссию по психологии при Министерстве образования РСФСР в течение 15 лет. С 1989 года по инициативе и под руководством Алексея Сергеевича создана школьная психологическая служба Курской области и региональная система психологической помощи населению, получившая высокую оценку Министерства образования Российской Федерации. Также сформировалась работа Курского городского психолого-медико-педагогического центра «Гармония». Вместе с учениками разрабатывал социотехники формирования развивающих социальных сред социального обучения и технологий психологической помощи индивидам и группам, получившие подтверждение в практике и введённые в деятельность психологических центров помощи молодежи.
В 1990—1996 годах был научным руководителем союзно-республиканской программы «Дети Чернобыля». Совместно с Институтом медико-биологических проблем Минздрава СССР и Институтом психологии АН СССР проводился мониторинг последствий радиационного заражения и защитных мер, а также обследование детей, проживающих на зараженных территориях.

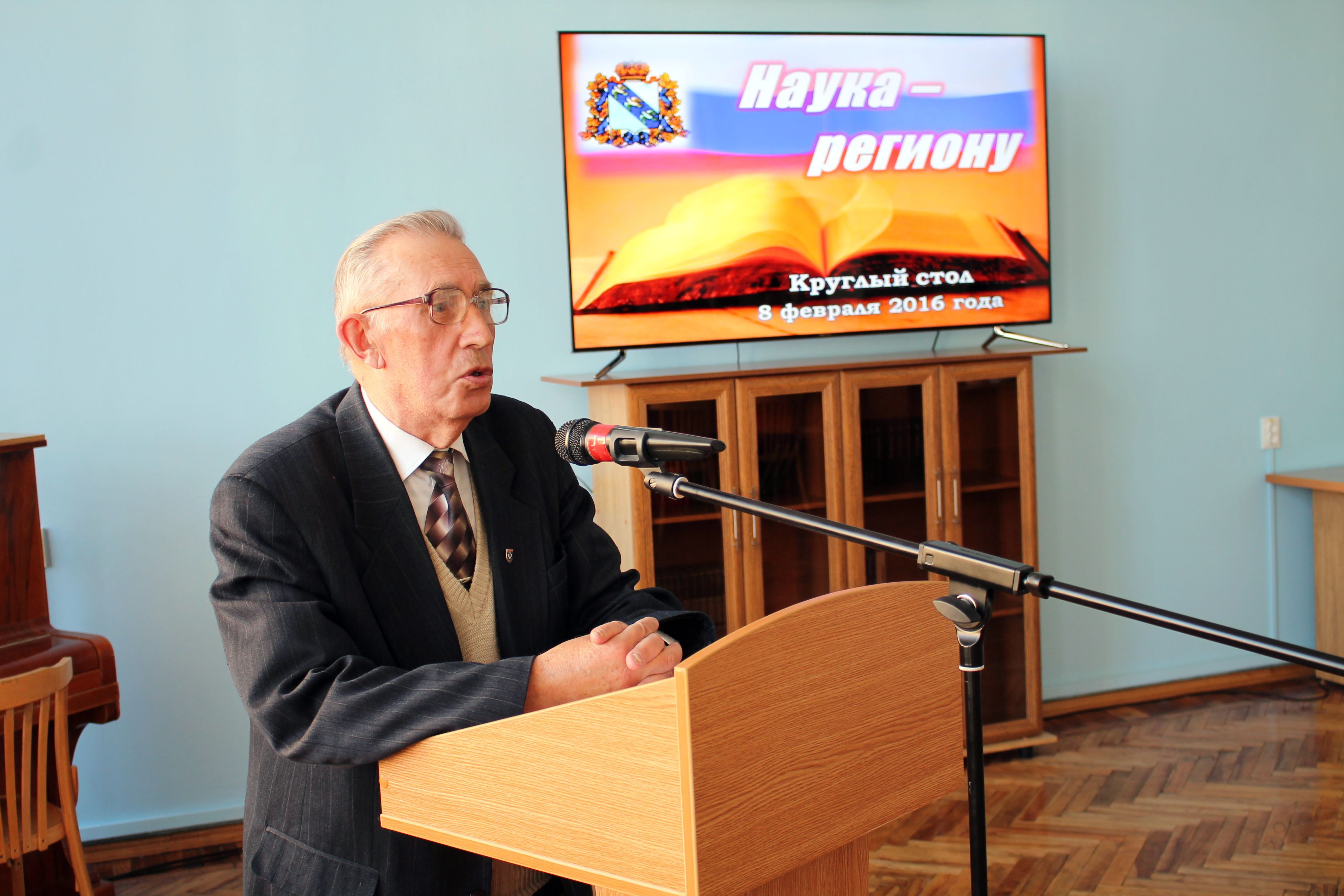

Сотрудничал с такими выдающимися психологами, как Б. Ф. Ломов, Е. В. Шорохова, К. К. Платонов, А. В. Брушлинский, А. А. Бодалёв, Е. А. Климов, Б. Д. Парыгин, А. В. Петровский, Ю. М. Забродин, А. Л. Журавлев, К.А Абульханова — Славская, И. В. Дубровина и др.
Был организатором и председателем единственного в Центральном Черноземье совета по защите диссертаций по психологии на базе Курского государственного университета, в котором защищались аспиранты Воронежа, Орла, Белгорода, Брянска, Череповца, Калининграда, Москвы и других городов. За многолетнюю работу подготовил двадцать четыре кандидата и три доктора психологических наук (Сарычев С. В., Елизаров С. Г., Гайдар К. М.). Основное ядро кафедры психологии КГУ на данный момент составляют его ученики, остальные работают на кафедрах Курского государственного медицинского университета, Юго-Западного, Брянского, Воронежского, Орловского госуниверситетов, вузов Москвы и султаната Оман.
Чернышёв Алексей Сергеевич являлся одним из ведущих ученых, научные достижения признаны не только в российской, но и в мировой психологии. Ему принадлежит одна из самых признанных теорий в мировой психологии — параметрическая теория малых групп и коллективов, созданы аппаратурные методики диагностики психологических особенностей малых групп, которые вошли в комплект психодиагностических средств: «Арка», «Групповой сенсомоторный интегратор», «Стрессор». Названия для данных приборов были даны А. С. Чернышёвым.

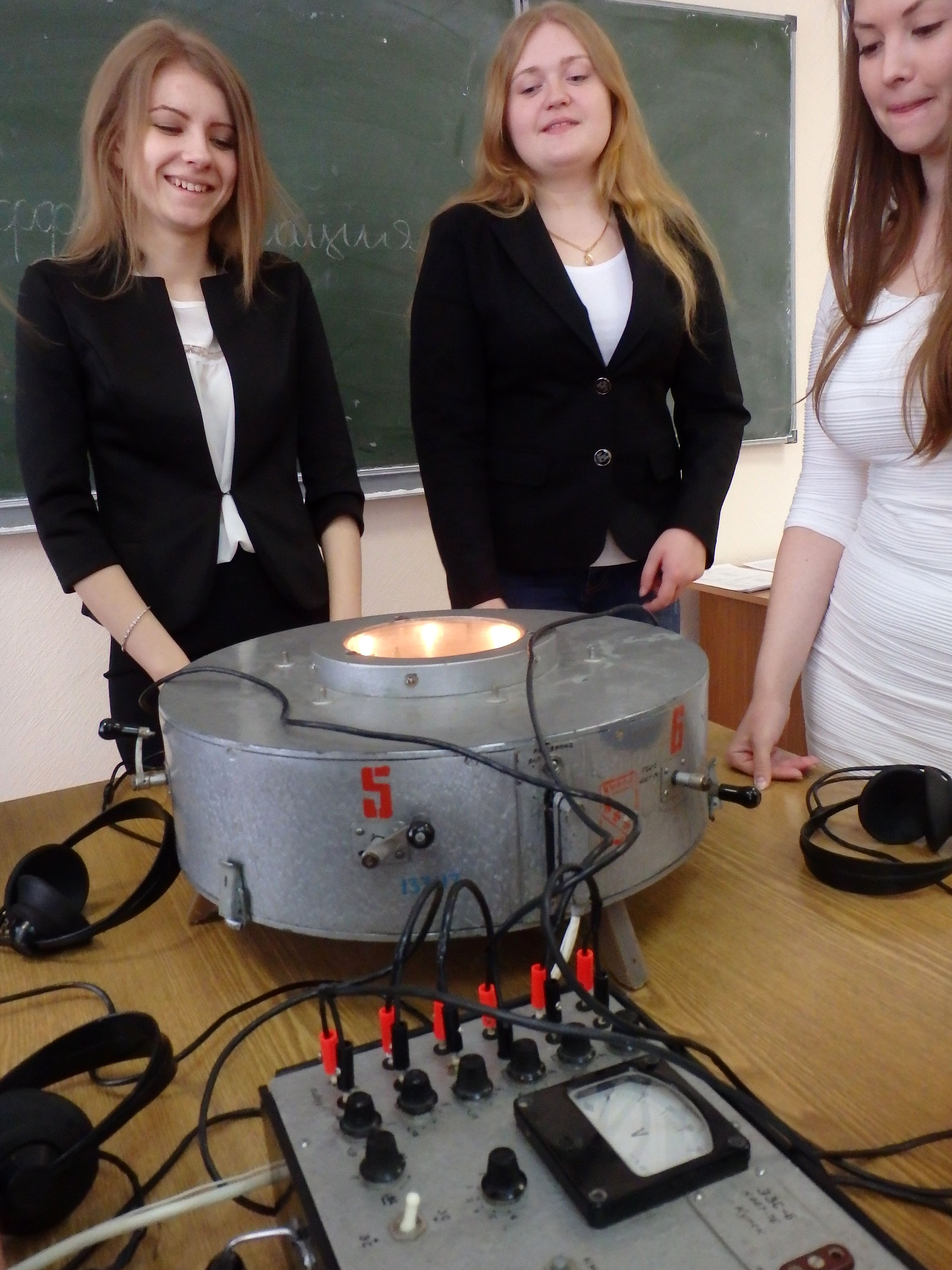
Работа с групповым сенсомоторным интегратором и стрессором

Разработана оригинальная концепция учебного (молодежного) коллектива, «ядром» которой является понятие организованности, а соответствующее явление — ведущим признаком коллектива. Организованность в данной концепции рассматривается как системное свойство, проявляющееся как во внутригрупповых, так и межгрупповых отношениях. По инициативе и при непосредственном участии А. С. Чернышёва в Курском государственном университете был открыт факультет педагогики и психологии, а в Курском государственном медицинском университете — факультет клинической психологии. Среди профессиональных психологов широко известна и признана научная школа Л. И. Уманского — А. С. Чернышёва (в психологическом сообществе она имеет условное название «Курская школа»).
Автор более 250 научных и научно-методических трудов, из них — 14 монографий, 12 учебных пособий, 5 из которых рекомендованы Министерством образования и науки Российской Федерации, 9 сборников научных трудов, 160 научных статей, изданных в России, Канаде, Великобритании, Германии, Чехии, Словакии и странах СНГ. Шесть книг учёного находятся в библиотеке Конгресса США.
В 2015 году имя Алексея Сергеевича Чернышёва было занесено в 32-й выпуск Американской биографической энциклопедии «Who’s Who in the World» (Кто есть кто в мире) сразу в два раздела — «Известные люди планеты» и «Выдающиеся учёные».
Скончался 15 декабря 2020 года в больнице № 6 г. Курска. Похоронен на Северном кладбище.

## Аппаратурные методики психодиагностики

### «Арка»
Алексей Чернышёв и его ученик Сергей Сарычев являются создателями аппаратурной методики «Арка», разработанной для психодиагностики малой группы в совместной деятельности, формирования и развития навыков работы в команде. В практике эта методика применяется на время, что дает возможность наглядно продемонстрировать взаимодействие в группе и взаимоотношения между её членами в составе от 2 до 20 человек . Данный прибор представляет собой сборно-разборную конструкцию в виде арки. «Арка» состоит из основания, свода и крепежного обода с ключом. Свод состоит из 36 пронумерованных элементов, именуемых «кирпичиками», а крепежный обод — из двух металлических полос. Задача группы будет считаться выполненной, когда она соединит все «кирпичики», закрепит конструкцию ободом и замкнет её ключом.
Основные задачи прибора:

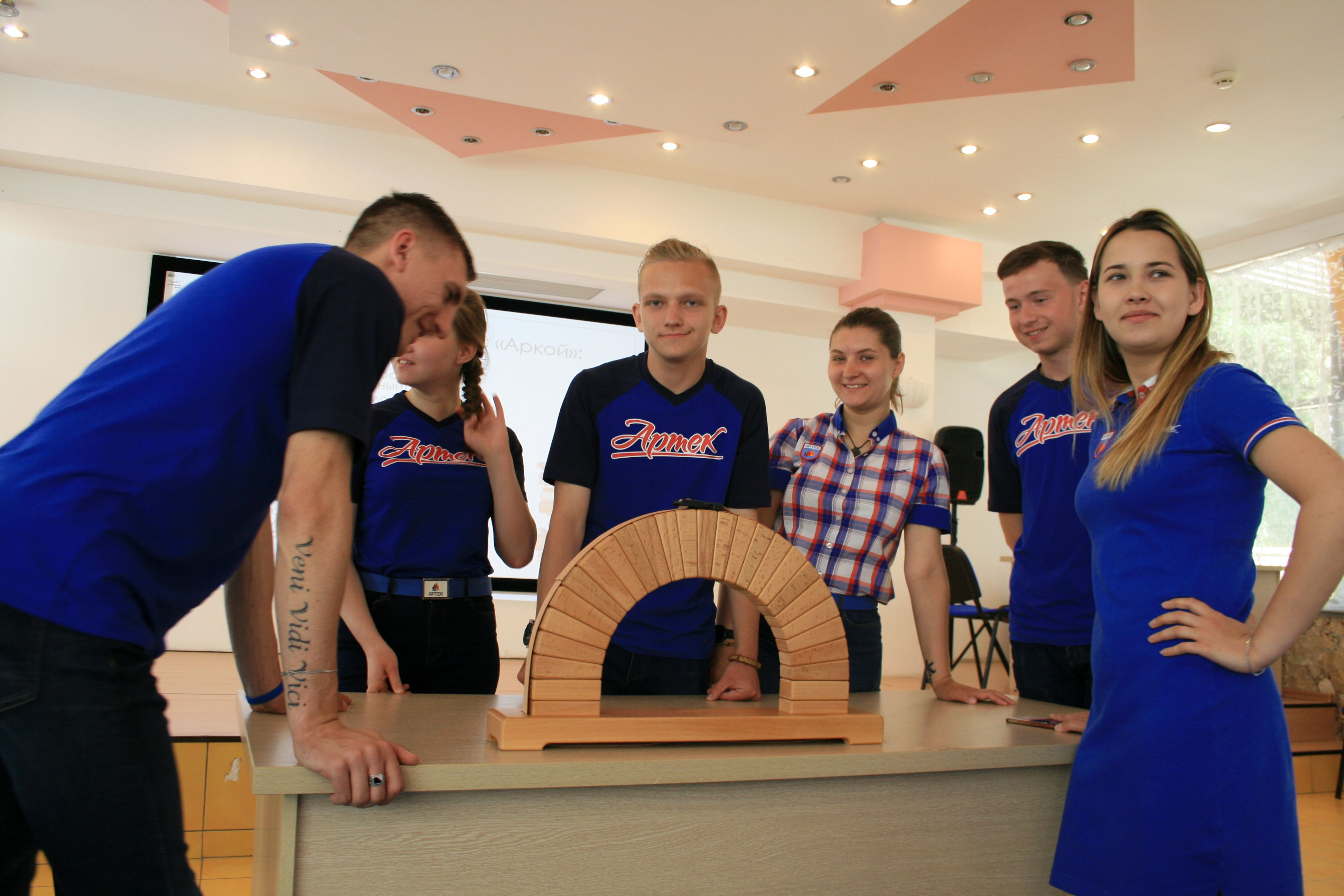

- оценивание эффективности совместной деятельности;
- изучение вопросов лидерства;
- повышение сплоченности;
- оценивание стрессоустойчивости;
- оценивание уровня психологического настроя;
- создание опыта высокоэффективных совместных действий

На основе изучения работы групп с данным прибором, исследователями была выведена эмпирическая формула оценки психологического настроя группы:
{\displaystyle L={\frac {T_{0}}{T}}}
{\displaystyle L} — коэффициент состояния организованности (единства действий, мнений и психологического настроя);
{\displaystyle T_{0}} — постоянная величина для «Арки» (эталонное время);
{\displaystyle \mathrm {T} }— время выполнения задачи группой.
| Значение коэффициента L | Уровень организованности группы |
| ----------------------- | ------------------------------- |
| 0,005 — 0,24            | Средний                         |
| 0,25 — 0,40             | Низкий                          |
| 0,41 — 0,70             | Близко к высокому               |
| 0,71 — 1,00             | Высокий                         |

Практика авторов по использованию «Арки» в совместном эксперименте Института психологии АН СССР и Института медико-биологических проблем Минздрава СССР по изучению групповой деятельности в стрессогенных ситуациях и в ходе обучения менеджеров на предприятиях показала, что работа на приборе обеспечивает значительные психотерапевтические эффекты.

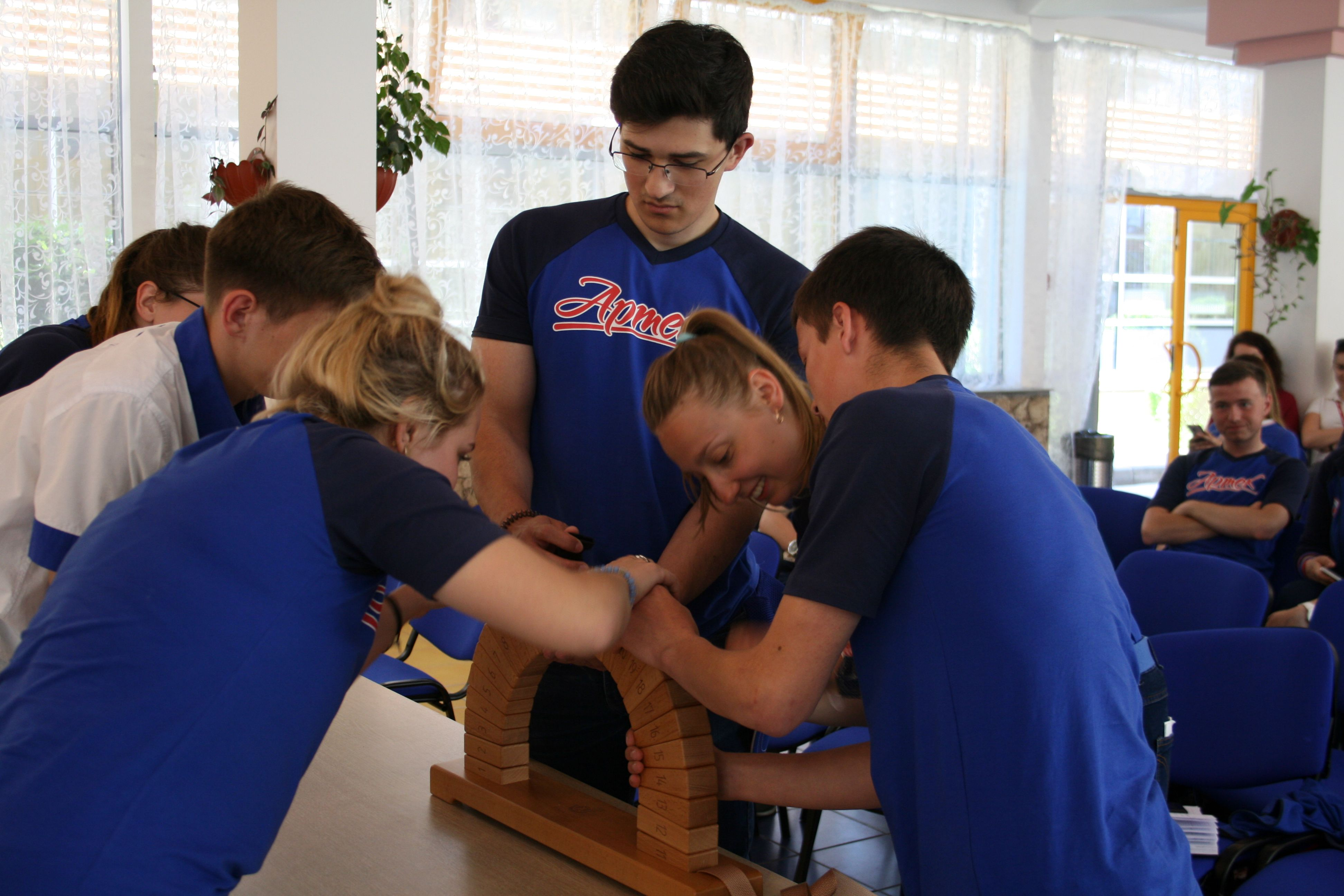
Арка курская

С 2016 года компания «Иматон» начала выпуск данной методики.

### «Групповой сенсомоторный интегратор» со «Стрессором»
Данный прибор предназначен для выполнения задания группой до 6-7 человек. Задание заключается в следующем: в условиях соревнования как можно быстрее провести щуп-писчик (стержень внутри конструкции) по S-образному лабиринту в который вписывается траектория в виде ломаной линии, состоящей из 11 звеньев. Каждое касание стенки лабиринта является ошибкой, за которую со «Стрессора» (прибора, который бьёт током) подается «наказание» в виде экстерораздражителя через наушники или в виде слабого удара электрическим током через манжеты на запястье левой руки.
В ходе работы усилена зависимость действий одного члена группы от других и всей группы от действий одного за счет того, что из всего пути щупа-писчика каждый член группы относительно независим только на 1/6 траектории — двух звеньях ломаной. Если поставить рукоятку в положение «полный вперед», то и эти два звена будет пройти невозможно.
За критерий согласованности групповых действий принимается коэффициент согласованности — «{\displaystyle k}», определяемый по формуле:
{\displaystyle k={\frac {1}{1+n}}\times {\frac {L_{0}T_{0}}{LT}}}
{\displaystyle n} — число ошибок;
{\displaystyle L_{0}} — длина идеальной кривой графика общих усилий (равна 39 см. — постоянная величина) ;
{\displaystyle T_{0}} — идеальное время выполнения задачи (равно 120 сек. — постоянная величина);
{\displaystyle L} — длина кривой графика, полученного при испытании реальной группы;
{\displaystyle T} — время, затраченное на решение общегрупповой задачи.
Коэффициент согласованности «{\displaystyle k}» может принимать значение в интервале: 0<{\displaystyle k}< 1.

## Награды
- Нагрудный знак ЦК ВЛКСМ «За освоение новых земель» (1956 г.)
- Нагрудный знак «Отличник народного просвещения» (1976 г.)
- Медаль «За трудовое отличие» (1976 г.)
- Нагрудный знак «Отличник просвещения СССР» (1980 г.)
- Медаль К. Д. Ушинского (1987 г.)
- Почетная грамота Администрации г. Курска (1996 г.)
- Почетное звание «Заслуженный работник высшей школы Российской Федерации» (1997 г.)[24]
- Национальная общественная премия имени Петра Великого (2001 г.)
- Почетная грамота Курской области (2004 г.)
- Почетная грамота Министерства образования и науки Российской Федерации (2004 г.)
- Почетная грамота Курской областной Думы (2006 г.)
- Медаль «70 лет освобождения города Курска» (2013 г.)
- Победитель в Национальном конкурсе «Золотая Психея» (2001, 2014 гг.)[25]
- Благодарность оргкомитета Национального психологического конкурса «Золотая Психея» и редакции «Психологической газеты» (2013 г.)
- Высшая награда Международной академии психологических наук (МАПН) «За заслуги в психологии» (2016 г.)[26]

## Основные научные труды
- Чернышёв А. С., Журавлёв А. Л., Абульханова - Славская К. А. Совместная деятельность: методология, теория и практика. — Москва: Наука, 1988.
- Чернышёв А. С. Психологические основы диагностики и формирования личности и коллектива школьников. — МГПИ им. В.И. Ленина. — Москва: Прометей, 1989.
- Чернышёв А. С., Крикунов А. С., Луньков А. И. «Социально-психологические основы работы классного руководителя» Учебное пособие для студентов педагогических институтов. — Москва: Просвещение, 1989.
- Чернышёв А. С., Степашов Н. С., Дымов Е. И. и др. Студенческое самоуправление: социально-психологический аспект. — Воронеж: Воронежский государственный университет, 1990.
- Чернышёв А. С., Дымов Е. И., Корнев А. В., Лунев Ю. А., Сарычев С. В. и др. «Организация психологической службы в школе» (учебное пособие). — Галич, 1991.
- Чернышёв А. С., Крикунов А. С. Социально-психологические основы организованности коллектива. Монография. — Воронеж: Воронежский государственный университет, 1991.[27]
- Чернышёв А. С., Лунев Ю. А., Мягков И. Ф., Панок В. Г. Программа мониторинга социально-психологических ситуаций в регионах, пострадавших от Чернобыльской катастрофы. — Курск, 1991.
- Чернышёв А. С., Лунев Ю. А. Оптимизация жизнедеятельности как основа социально-психологической помощи молодежи  (Монография). — Курск, 1998.
- Практикум по решению конфликтных педагогических ситуаций / А.С. Чернышёв. — Москва: Педагогическое общество России, 1999.[28]
- Чернышёв А. С., Гребеньков Н. Н., Дымов Е. И. Психологические основы педагогической практики студентов (учебное пособие). — Москва: Педагогическое общество России, 2000.
- Чернышёв А. С., Сарычев С. В. Социально-психологические аспекты надежности группы в напряженных ситуациях совместной деятельности. — Курск, 2000.
- Компьютерная экспресс-психодиагностика личности и коллектива школьников: Учебное пособие для студентов-психологов высших и средних специальных педагогических учебных заведений. / А. С. Чернышёв. — Москва: Педагогическое общество России, 2003.
- Чернышёв А. С., Гребеньков Н. Н., Сарычев С. В., Корнев А. В., Дымов Е. И. Технологии в изучении психологии. Учебное пособие для вузов. — Педагогическое общество России. — Москва, 2003.
- Чернышёв А. С., Сарычев С. В., Лунев Ю. А. Аппаратурные методики психологической диагностики группы в совместной деятельности. — Москва: Институт психологии РАН, 2005.[29][30]
- Чернышёв А. С, Лобков Ю. Л, Сарычев С. В, Скурятин В. И. Социально одарённые дети: путь к лидерству (экспериментальный подход). — Воронеж: Кварта, 2007.
- Динамика мироощущения и социального самоопределения подростков и юношей в изменяющейся России на рубеже XX-XXI веков: программа социально-психологического исследования / Чернышёв А.С., Сарычев С.В. — Курск: Курский государственный университет, 2008.[31]
- Чернышёв А. С., Сарычев С. В., Елизаров С. Г., Беспалов Д. В., Лобков Ю. Л., Матвеева А. В. Лидерство в социальных организациях: пути диагностики и формирования: учебное пособие / А.С Чернышёв. — Курск: Курский государственный университет, 2015.
- Чернышёв А. С., Сарычев С. В., Гребеньков Н. Н. Параметрическая теория малых групп и коллективов. Монография. — Курск, 2019.
- Чернышёв А. С., Сарычев С. В., Гребеньков Н. Н. Методика преподавания психологии. Современные технологии / А.С. Чернышёв. — Москва: Юрайт. — 225 с. — ISBN 978-5-534-07453-6.
- Психология лидерства: лидерство в социальных организациях / А. С. Чернышёв. — Москва: Юрайт. — 159 с. — ISBN 978-5-534-08262-3.
- Чернышёв А. С., Сарычев С. В. Социальная психология личности и группы. — Москва: Юрайт. — 201 с. — ISBN 978-5-534-13692-0.

## Семья
- Дочь — Ольга Алексеевна Форопонова (Чернышёва) (род.18 мая 1961), невролог, кандидат медицинских наук[32], доцент.
- Сын — Александр Алексеевич Чернышёв (род. 3 июля 1966), биогеограф, кандидат географических наук[33], доцент.

## Интервью
- Интервью с Алексеем Чернышёвым к 45-летию кафедры психологии КГУ
- Телерадиокомпания «Сейм»: Имя курского профессора внесут в международную энциклопедию
- Телерадиокомпания «Сейм»: Доктор психологических наук, курянин Алексей Чернышёв отмечает 80-летие
- ГТРК Курск: Мировое признание получил курский профессор Алексей Чернышёв
- ГТРК Курск: Курские психологи номинированы на «Золотую Психею»
- СТС Курск: Комсорг
- Газета «Друг для друга»: Курский профессор получил высшую награду за заслуги в психологии
- Газета «Аргументы и факты»: Доктор психологических наук Алексей Чернышёв: «У подростков нет идеала»
- Журнал «Институт психологии РАН. Социальная и экономическая психология»: ТЕОРЕТИЧЕСКИЙ И ПРАКТИЧЕСКИЙ ОПЫТ НАУЧНОЙ ШКОЛЫ УМАНСКОГО — ЧЕРНЫШЕВА: ИСТОРИЯ И ПЕРСПЕКТИВЫ (ИНТЕРВЬЮ А.С. ЧЕРНЫШЕВА В СВЯЗИ С ЕГО 80-ЛЕТИЕМ И 45-ЛЕТИЕМ КАФЕДРЫ ПСИХОЛОГИИ КУРСКОГО ГОСУДАРСТВЕННОГО УНИВЕРСИТЕТА)